# Lubogoszcz (Natura 2000)

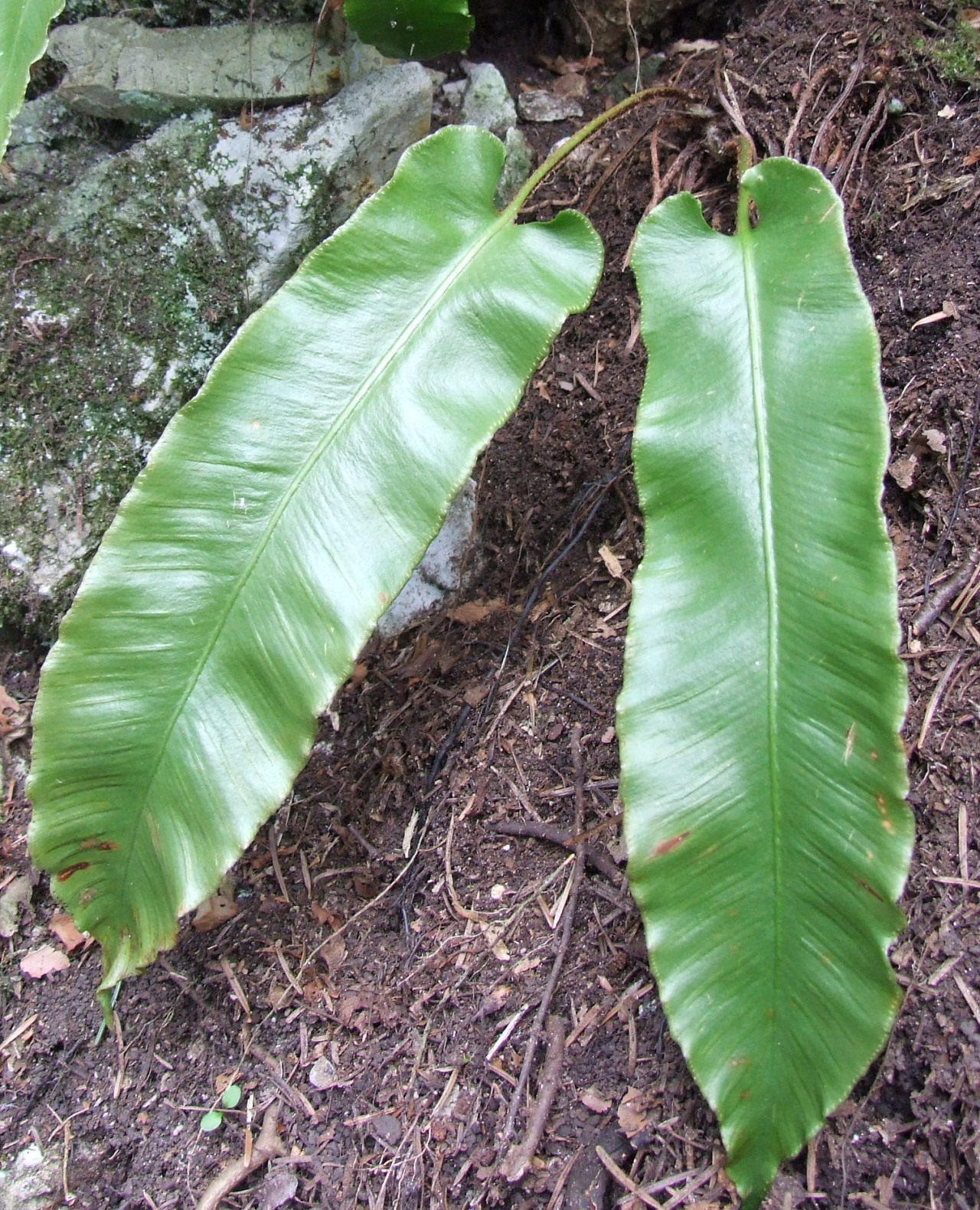
Języcznik zwyczajny

Lubogoszcz (PLH120081) – projektowany specjalny obszar ochrony siedlisk, aktualnie obszar mający znaczenie dla Wspólnoty, położony w Beskidzie Wyspowym, na Lubogoszczy (968 m n.p.m.), na terenie gminy wiejskiej Mszana Dolna. Zajmuje powierzchnię 16,73 ha. Leży w granicach Południowomałopolskiego Obszaru Chronionego Krajobrazu.
W obszarze podlegają ochronie dwa typy siedlisk z załącznika I dyrektywy siedliskowej:
- żyzna buczyna karpacka (Dentario glandulosae-Fagetum) – ok. 97% obszaru
- jaworzyna z języcznikiem zwyczajnym (Phyllitido-Aceretum)

Występują tu dwa gatunki z załącznika II:
- kumak górski (Bombina variegata)
- traszka karpacka (Lissotriton montandoni)